# Barbiton (glasbilo)
Barbiton ali barbitos (grško Βάρβιτον ali βάρβιτος; latinsko barbitus) je starodavno strunsko glasbilo, znano iz stare grške in rimske klasike, povezano z liro. Barbat ali barbud se je včasih imenoval barbiton in ni povezan z lutnji podobnim instrumentom, ki izhaja iz Perzije.
Grški instrument je bil različica bas kitare in je spadal v družino citer. V srednjem veku so isto ime uporabljali za drug instrument, ki je bil različica lutnje.

## Starodavni opisi
Teokrit (xvi, 45), sicilijanski pesnik, je imenoval barbiton instrument z mnogo strunami, to je več kot 7. Število 7 je bilo za Grke popolno število in se je ujemalo s številom strun, običajnim pri starogrški kitari (κιθάρα, kithāra, latinsko cithara).
Anakreont   (pesnik, rojen v Teosu v Mali Aziji) je pel, da njegov barbiton oddaja le erotične tone (pripomba je lahko metaforična ali dobesedna in se nanaša na grško-frigijski tonovski način, podoben C-duru).
Julij Poluks (Onomasticon' iv, 8. poglavje, 59) je imenoval glasbilo barbiton ali barimit (βάρυς – 'težek' in μίτος – 'struna'), instrument, ki oddaja globoke zvoke. Strune so bile dvakrat daljše in so zvenele oktavo nižje.
Pindar (v Aten. xiv, str. 635) je uvedbo glasbila v Grčijo pripisal Terpandru, in omenil, da bi se dalo igrati v dveh delih v razmiku oktave na dveh instrumentih.
Čeprav so ga uporabljali v Mali Aziji, Italiji, na Siciliji in v Grčiji,  je razvidno, da barbiton pri starih Grkih nikoli ni bil čislan; obravnavali so ga kot barbarsko glasbilo, ki so ga igrali samo tisti, katerih okus v umetnosti je bil nenavaden.  V Aristotelovem obdobju je bil pozabljen , vendar se je spet pojavil pri Rimljanih. Aristotel je dejal, da to glasbilo ni primerno za izobraževalne namene, ampak samo za užitek. 
Sapfo je pogosto upodobljena ob igranju na barbiton, ki ima daljše strune in je nižje uglašen. To je tesno povezano s pesnikom Alkajem in otokom Lezbosom, rojstnim krajem pesnice Sapfo, kjer se glasbilo imenuje barmos.  Za glasbo tega glasbila je bilo rečeno, da je to lira za pivske zabave in ga je verjetno izumil Terpander. Beseda barbiton je bila pogosto uporabljena za grško kitaro ali liro. 

## Sodobna razlaga
Kljub skromnim verodostojnim informacijam o tem nekoliko izmuzljivem glasbilu je mogoče vseeno ugotoviti, da so barbiton poznali Grki in Rimljani. Od grških pisateljev izvemo, da je to glasbilo, ki ima nekatere značilnosti ali skupne značilnosti z liro in grško kitaro.
Perzijci in Arabci so pozneje glasbilo, ki ni povezano s tem, opisovali  kot neke vrste rebab ali lutnjo ali liro.  V Evropi so ga spoznali prek Male Azije in Grčije, stoletja pozneje so ga poznali v Španiji, ki so ga s seboj prinesli Mavri, med katerimi je bil v 14. stoletju znan kot barbet. 
To je strunsko glasbilo še neznanega imena in je bil vsaj štirikrat predstavljen v kiparstvu.  Združuje lastnosti lire in rebaba, ima obokan hrbet in se postopno zoži v vrat, ki je značilen za rebab in liro. Podoben je veliki lutnji s širokim vratom, sedmimi strunami pri liri iz najboljšega obdobja ali včasih z devetimi pri naslednji dekadentni liri. Večina avtorjev prikazuje barbiton v obliki čolna in brez vratu, na primer Carl Engel. To je zato, ker je del glasbila, ko se vrat pridruži trupu, v globoki senci, tako da se pravilen obris težko zazna, pri čemer je skoraj skrit z roko na eni strani in draperijo na drugi strani. 

## Barbat
Barbat ali barbiton, na sliki na desni strani, je podoben glasbilu, upodobljenemu na grški vazi. 
V obdobju, ki ni opredeljeno, a lahko domnevamo, je imel barbat približno obliko velike lutnje. Glasbilo, imenovano barbiton, je bilo poznano v zgodnjem 16.  in 17. stoletju. Bil je neke vrste teorba ali bas lutnja, vendar le z enim vratom, ki je bil upognjen pravokotno nazaj, da je oblikovana glava. Robert Fludd  ga podrobno opisuje:
Inter quas instrumenta non nulla barbito simillima effinxerunt cujus modi sunt illa quae vulgo appellantur theorba, quae sonos graviores reddunt chordasque nervosas habent.
Ljudje so ga imenovali teorbo, a so ga strokovnjaki opredelili kot glasbilo klasične Grčije in Rima in ga imenovali barbiton. Imel je devet parov strun iz črev, vsak par pa je bil enoglasen. Slovarji 18. stoletja so podpirali Fluddovo uporabo imena barbiton. G. B. Doni  omenja barbiton in ga opisuje v svojem indeksu kot Barbitos seu major chelys italice tiorba, ki izhaja iz lire in kitare v družbi s testudines, tiorbas in vseh glasbil iz želvovine. Claude Perrault  je v 18. stoletju pisal, da les modernes appellent notre luth barbiton (sodobniki imenujejo našo lutnjo barbiton). Constantijn Huygens  pravi, da se je naučil igrati barbiton v nekaj tednih, vendar pa je trajalo dve leti, da se je naučil igrati na renesančno kitaro (angl.: cittern).
Barbat je različica strunskega glasbila rebab – basovskega, ki se razlikuje le po velikosti in številu strun. To je povsem v skladu s tem, kar vemo o imenih glasbil med Perzijci in Arabci, ki so pri majhnih razlikah med njimi, glasbilu dali novo ime.  Beseda barbud, ki se uporablja za barbiton, naj bi izhajala  od znanega glasbenika, ki je živel, ko je vladal perzijski kralj Kozrav II. (590–628 n. št.), in se je odlikoval v igranju na ta instrument. Iz poznejšega prevoda v nemščino  so znani ti izrazi za perzijske glasbene instrumente: "Die Sänger stehen bei seinem Gastmahl; in ihrer Hand Barbiton und Leyer und Laute und Flöte und Deff (Handpauke)." Gospod Ellis z Orientalskega oddelka Britanskega muzeja je  prevedel izvirna perzijska imena, tj. barbut, čang, rubāb, nei. Barbut in rubab sta bila različna instrumenta šele v 19. stoletju v Perziji. Med njima so bile le manjše razlike.

## Sodobna uporaba
Zvoke barbitona so digitalno ustvarili s projektom o zvoku starih glasbil (ASTRA – Ancient Instruments Sound / Timbre Reconstruction Application), ki uporablja sintezo fizičnega modeliranja za simuliranje zvoka barbitona.  Zaradi zapletenosti postopka ta projekt uporablja porazdeljeno računalništvo (angl.: grid computing) , model, ki se predvaja na stotini računalnikov po vsej Evropi istočasno.
Barbiton je poleg drugih starodavnih instrumentov del Sounds Orchestra, katerih zvoke je poustvarila ASTRA, poleg epigonija, salpinksa, aulosa in trstenk.